# Kendō-Europameisterschaft

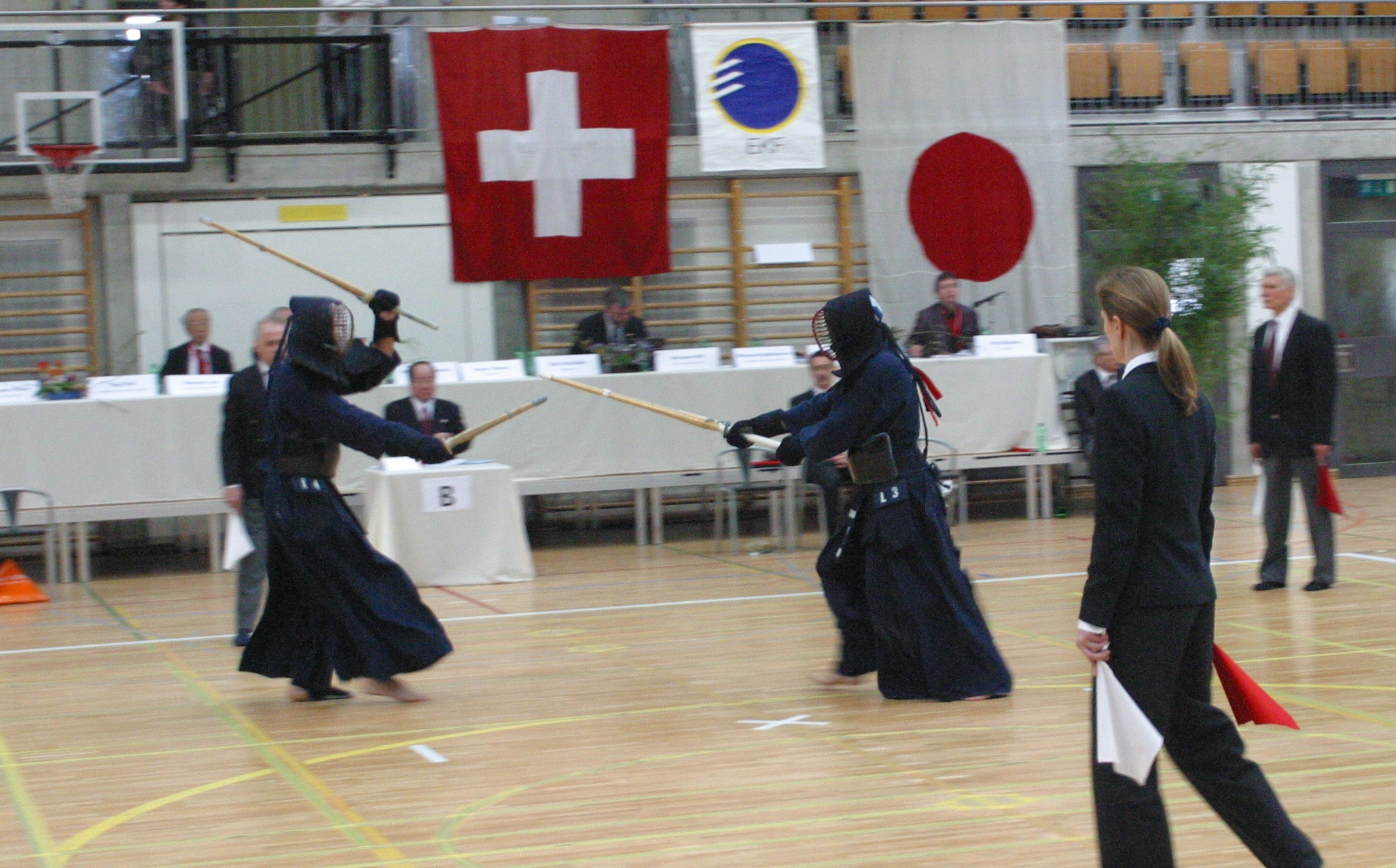
Kendō EM 2005 (Bern)

Die Kendō-Europameisterschaft (EKC) wird seit 1974 von der Europäischen Kendō-Föderation ausgetragen. Diese Kendō-Wettkämpfe werden in jedem Jahr ausgetragen, in dem keine Weltmeisterschaft stattfindet. An diesen Europameisterschaften nehmen ca. 300 Wettkämpfer teil. Das Team des Deutschen Kendobundes besteht in der Regel aus ca. je sechs bis sieben Frauen und Männern und drei Jugendlichen. Es finden Team- und Einzelwettkämpfe statt.

## Liste der Kendō-Europameisterschaften
| Nr. | Jahr | Stadt             | Land                                    |
| --- | ---- | ----------------- | --------------------------------------- |
| 1   | 1974 | Bletchley         | Vereinigtes Königreich                  |
| 2   | 1977 | Papendal          | Niederlande                             |
| 3   | 1978 | Chambéry          | Frankreich                              |
| 4   | 1981 | Berlin            | BR Deutschland                          |
| 5   | 1983 | Chambéry          | Frankreich                              |
| 6   | 1984 | Brüssel           | Belgien                                 |
| 7   | 1986 | London            | Vereinigtes Königreich                  |
| 8   | 1987 | Malmö             | Schweden                                |
| 9   | 1989 | Amsterdam         | Niederlande                             |
| 10  | 1990 | Berlin            | BR Deutschland                          |
| 11  | 1992 | Barcelona         | Spanien                                 |
| 12  | 1993 | Turku             | Finnland                                |
| 13  | 1995 | Glasgow           | Vereinigtes Königreich                  |
| 14  | 1996 | Miskolc           | Ungarn                                  |
| 15  | 1998 | Basel             | Schweiz                                 |
| 16  | 1999 | Lourdes           | Frankreich                              |
| 17  | 2001 | Bologna           | Italien                                 |
| 18  | 2002 | Nantes            | Frankreich                              |
| 19  | 2004 | Budapest          | Ungarn                                  |
| 20  | 2005 | Bern              | Schweiz                                 |
| 21  | 2007 | Lissabon          | Portugal                                |
| 22  | 2008 | Helsinki          | Finnland                                |
| 23  | 2010 | Debrecen          | Ungarn                                  |
| 24  | 2011 | Gdynia            | Polen                                   |
| 25  | 2013 | Berlin            | Deutschland                             |
| 26  | 2014 | Clermont-Ferrand  | Frankreich                              |
| 27  | 2016 | Skopje            | Nordmazedonien                          |
| 28  | 2017 | Budapest          | Ungarn                                  |
| 29  | 2019 | Belgrad           | Serbien                                 |
| 30  | 2020 | Kristiansand      | Norwegen (Abgesagt – COVID-19-Pandemie) |
| 31  | 2022 | Frankfurt am Main | Deutschland                             |
| 32  | 2023 | Beauvais          | Frankreich                              |
| 33  | 2025 | Leiden            | Niederlande                             |

## Resultat: Herren-Einzel
| Jahr | Ort              | Europameister                        | 2. Platz                              | 3. Platz                  | 3. Platz                         |  |
| ---- | ---------------- | ------------------------------------ | ------------------------------------- | ------------------------- | -------------------------------- |  |
| 1974 | Bletchley        | Todd Vereinigtes Königreich          | J-C. Tuvi Frankreich                  | Maki Schweden             | J-P. Niay Frankreich             |  |
| 1977 | Papendal         | G. Stercks Belgien                   | P.O. Forstreuther Deutschland         | A. Deguitre Frankreich    | J. Lopiccolo Frankreich          |  |
| 1978 | Chambéry         | J. Lopiccolo Frankreich              | K. Davis Vereinigtes Königreich       | D. Olivry Frankreich      | G. Stercks Belgien               |  |
| 1981 | Berlin           | H. Bier Deutschland                  | H. Maierhofer Schweiz                 | A. Deguitre Frankreich    | D. Olivry Frankreich             |  |
| 1983 | Chambéry         | J. Girot Frankreich                  | R. Jättkowski Deutschland             | P. van Laecken Belgien    | J. Lopiccolo Frankreich          |  |
| 1984 | Brüssel          | J. Lopiccolo Frankreich              | R. Lehmann Deutschland                | H. Bier Deutschland       | J. Girot Frankreich              |  |
| 1986 | London           | J. Potrafki Deutschland              | H. Maierhofer Schweiz                 | J.C. Wolfs Belgien        | J. Lopiccolo Frankreich          |  |
| 1987 | Malmö            | J. Potrafki Deutschland              | A. Deguitre Frankreich                | R. Lehmann Deutschland    | J. Girot Frankreich              |  |
| 1989 | Amsterdam        | C. Pruvost Frankreich                | P. Bjerlow Schweden                   | J. Potrafki Deutschland   | S. Velasquez Niederlande         |  |
| 1990 | Berlin           | S. Velasquez Niederlande             | C. Pruvost Frankreich                 | E. Hamot Frankreich       | T. Andersen Norwegen             |  |
| 1992 | Barcelona        | R. Lehmann Deutschland               | J-P. Labru Frankreich                 | T. Andersen Norwegen      | M. Wahlqvist Schweden            |  |
| 1993 | Turku            | M. Wahlqvist Schweden                | G. Nicholas Vereinigtes Königreich    | T. Andersen Norwegen      | J.P. Labru Frankreich            |  |
| 1995 | Glasgow          | R. Lehmann Deutschland               | W. Pomero Italien                     | T. Andersen Norwegen      | S. Perrin Frankreich             |  |
| 1996 | Miskolc          | F. Tran Frankreich                   | R. Lehmann Deutschland                | D. Castro Spanien         | M. Wahlqvist Schweden            |  |
| 1998 | Basel            | M. Herbold Niederlande               | T. Baranyi Ungarn                     | G. Erdelyi Ungarn         | F. Salson Frankreich             |  |
| 1999 | Lourdes          | D. Castro Spanien                    | M. Herbold Niederlande                | T. de Brunel Frankreich   | B. Gustavsson Schweden           |  |
| 2001 | Bologna          | G. Erdelyi Ungarn                    | M. Wahlqvist Schweden                 | F. Blachon Frankreich     | D. Castro Spanien                |  |
| 2002 | Nantes           | A. Soulas Frankreich                 | W. Haeke Belgien                      | T. Baranyi Ungarn         | M. Wahlqvist Schweden            |  |
| 2004 | Budapest         | F. Mandia Italien                    | J. Ulmer Deutschland                  | J. Sengfelder Deutschland | J. Castro Spanien                |  |
| 2005 | Bern             | H. Blanchhard Frankreich             | J. Ulmer Deutschland                  | J. Sengfelder Deutschland | A. Soulas Frankreich             |  |
| 2007 | Lissabon         | G. Sicart Frankreich                 | E. Yonnet Frankreich                  | A. Diebold Frankreich     | J. Ulmer Deutschland             |  |
| 2008 | Helsinki         | S. Dubi Ungarn                       | G. Sicart Frankreich                  | W. Haeke Belgien          | H-P. Herr Deutschland            |  |
| 2010 | Debrecen         | F. Mandia Italien                    | A. Korhonen Finnland                  | N. Király Ungarn          | A. Dubi Ungarn                   |  |
| 2011 | Gdynia           | S. Dubi Ungarn                       | F. Mandia Italien                     | G. Babos Ungarn           | O. Kimura Schweiz                |  |
| 2013 | Berlin           | Giuseppe Giannetto Italien           | K. Nakabayashi Frankreich             | S. Dubi Ungarn            | A. Fisher Vereinigtes Königreich |  |
| 2014 | Clermont-Ferrand | Stuart Gibson Vereinigtes Königreich | Kensaku Maemoto Belgien               | Dario Baeli Italien       | Kei Ito Frankreich               |  |
| 2016 | Skopje           | Kensaku Maemoto Belgien              | Arnaud Pons Frankreich                | Kei Ito Frankreich        | Krzysztof Bosak Polen            |  |
| 2017 | Budapest         | Kei Ito Frankreich                   | Fritz Tschechien                      | F. Mandia Italien         | Kensaku Maemoto Belgien          |  |
| 2019 | Belgrad          | Nakabayashi, Koichi Frankreich       | Babos, Gábor Ungarn                   | Kaczor, Maurycy Polen     | Bertout, Jonathan Frankreich     |  |
| 2022 | Frankfurt        | Lucas Przewlocki Frankreich          | Konradas Rukas Vereinigtes Königreich | Kensaku Maemoto Belgien   | Hiroyuki Ohno Deutschland        |  |
| 2023 | Beauvais         | Lucas Przewlocki Frankreich          | Wilfried Olivier Frankreich           | Enrico Manzella Italien   | Kensaku Maemoto Belgien          |  |
| 2025 | Leiden           | Markus Arfert Schweden               | James Wright Vereinigtes Königreich   | Luca Klein Deutschland    | Koichi Nakabayashi Frankreich    |  |

## Resultat: Herren-Mannschaft
| Jahr | Europameister          | 2. Platz               | 3. Platz               | 3. Platz               |
| ---- | ---------------------- | ---------------------- | ---------------------- | ---------------------- |
| 1974 | Vereinigtes Königreich | Belgien                | Frankreich             | Schweden               |
| 1977 | Frankreich             | Vereinigtes Königreich | Italien                |                        |
| 1978 | Frankreich             | Deutschland            | Italien                |                        |
| 1981 | Frankreich             | Deutschland            | Vereinigtes Königreich |                        |
| 1983 | Deutschland            | Frankreich             | Vereinigtes Königreich | Italien                |
| 1984 | Frankreich             | Vereinigtes Königreich | Italien                |                        |
| 1986 | Deutschland            | Frankreich             | Niederlande            |                        |
| 1987 | Frankreich             | Deutschland            | Vereinigtes Königreich | Italien                |
| 1989 | Schweden               | Frankreich             | Deutschland            | Polen                  |
| 1990 | Frankreich             | Niederlande            | Vereinigtes Königreich | Deutschland            |
| 1992 | Frankreich             | Schweden               | Belgien                | Vereinigtes Königreich |
| 1993 | Frankreich             | Schweden               | Belgien                | Niederlande            |
| 1995 | Frankreich             | Deutschland            | Vereinigtes Königreich | Italien                |
| 1996 | Frankreich             | Spanien                | Finnland               | Vereinigtes Königreich |
| 1998 | Frankreich             | Ungarn                 | Belgien                | Spanien                |
| 1999 | Frankreich             | Deutschland            | Belgien                | Italien                |
| 2001 | Frankreich             | Italien                | Ungarn                 | Schweden               |
| 2002 | Ungarn                 | Frankreich             | Spanien                | Schweden               |
| 2004 | Frankreich             | Finnland               | Italien                | Spanien                |
| 2005 | Spanien                | Frankreich             | Deutschland            | Italien                |
| 2007 | Frankreich             | Spanien                | Deutschland            | Vereinigtes Königreich |
| 2008 | Frankreich             | Deutschland            | Vereinigtes Königreich | Spanien                |
| 2010 | Frankreich             | Italien                | Polen                  | Niederlande            |
| 2011 | Ungarn                 | Italien                | Deutschland            | Schweiz                |
| 2013 | Frankreich             | Belgien                | Ungarn                 | Spanien                |
| 2014 | Italien                | Frankreich             | Schweiz                | Spanien                |
| 2016 | Frankreich             | Polen                  | Spanien                | Schweden               |
| 2017 | Frankreich             | Italien                | Ungarn                 | Polen                  |
| 2019 | Frankreich             | Serbien                | Polen                  | Spanien                |
| 2022 | Frankreich             | Italien                | Polen                  | Deutschland            |
| 2023 | Frankreich             | Belgien                | Polen                  | Spanien                |
| 2025 | Frankreich             | Schweiz                | Italien                | Spanien                |

## Resultat: Damen-Einzel
| Jahr | Ort              | Europameister                  | 2. Platz                            | 3. Platz                   | 3. Platz                        |  |
| ---- | ---------------- | ------------------------------ | ----------------------------------- | -------------------------- | ------------------------------- |  |
| 1990 | Berlin           | A. Neumeister Deutschland      | I. Benkmann Deutschland             | Fournier Frankreich        | M. Livolsi Italien              |  |
| 1992 | Barcelona        | A. Esshaki Deutschland         | A. Nemeth Ungarn                    | I. Benkmann Deutschland    | A. Stone Vereinigtes Königreich |  |
| 1993 | Turku            | C. Sasakura Frankreich         | A. Nemeth Ungarn                    | I. Benkmann Deutschland    | P. Castelli Italien             |  |
| 1995 | Glasgow          | C. Sasakura Frankreich         | A. Esshaki Deutschland              | I. Benkmann Deutschland    | J. Dekker Niederlande           |  |
| 1996 | Miskolc          | M. Livolsi Italien             | J. Dekker Niederlande               | I. Benkmann Deutschland    | K. Niklaus Schweiz              |  |
| 1998 | Basel            | M. Livolsi Italien             | J. Dekker Niederlande               | C. David Frankreich        | S. Purevou Finnland             |  |
| 1999 | Lourdes          | M. Livolsi Italien             | O. Kaariainen Finnland              | O. Martín Spanien          | N. Soulas Frankreich            |  |
| 2001 | Bologna          | B. Király Ungarn               | A. Costa Italien                    | S. Loustale Frankreich     | N. Soulas Frankreich            |  |
| 2002 | Nantes           | B. Király Ungarn               | S. Purevou Finnland                 | S. Loustale Frankreich     | O. Martín Spanien               |  |
| 2004 | Budapest         | B. Király Ungarn               | C. Garcia Frankreich                | A. Destobbeleer Frankreich | A. Sipos Ungarn                 |  |
| 2005 | Bern             | C. Garcia Frankreich           | A. Destobbeleer Frankreich          | B. Király Ungarn           | K. Kovács Ungarn                |  |
| 2007 | Lissabon         | Barbara Király Ungarn          | Lisa van Laecken Belgien            | Clemence Garcia Frankreich | Mirial Livolsi Italien          |  |
| 2008 | Helsinki         | Susanne Aoki Deutschland       | Wiebke Röhrbein Deutschland         | Barbara Király Ungarn      | Pauline Stolarz Frankreich      |  |
| 2010 | Debrecen         | Sabrina Kumpf Deutschland      | Safiyah Fadai Deutschland           | Pauline Stolarz Frankreich | Karolina Grosiak Polen          |  |
| 2011 | Gdynia           | Pauline Stolarz Frankreich     | Blanchard Frankreich                | Safiyah Fadai Deutschland  | Marina Böviz Ungarn             |  |
| 2013 | Berlin           | Safiyah Fadai Deutschland      | Sayo van der Woude Niederlande      | Marina Böviz Ungarn        | Ana Momcilovic Serbien          |  |
| 2014 | Clermont-Ferrand | Sayo Van der Woude Niederlande | Marina Böviz Ungarn                 | Sabrina Kumpf Deutschland  | Serena Ricciuti Italien         |  |
| 2016 | Skopje           | Kathrin Köppe Deutschland      | Sayo Van der Woude Niederlande      | Alice Michaud Frankreich   | Lissa Meinberg Deutschland      |  |
| 2017 | Budapest         | P. Stolarz Frankreich          | A. Akila Griechenland               | S. Ade Deutschland         | F. D'Hont Belgien               |  |
| 2019 | Belgrad          | Lissa Meinberg Deutschland     | Ponomareva, Mariya Russland         | Smout, Fleur Niederlande   | Akila, Asteria Griechenland     |  |
| 2022 | Frankfurt        | Freija D’Hont Belgien          | Rosanna Ogle Vereinigtes Königreich | Alina Gdeczyk Polen        | Lisa van Laecken Belgien        |  |
| 2023 | Beauvais         | Nikol Eichlerová Tschechien    | Alina Yearwood Polen                | Saya Guadarrama Frankreich | Katarzyna Babinska Polen        |  |
| 2025 | Leiden           | Kiyoko Moutarde Frankreich     | Saya Guadarama Frankreich           | Ievgenia Kulyk Ukraine     | Mia Murakami Österreich         |  |

## Resultat: Damen-Mannschaft
| Jahr | Europameister | 2. Platz    | 3. Platz               | 3. Platz               |
| ---- | ------------- | ----------- | ---------------------- | ---------------------- |
| 1993 | Deutschland   | Frankreich  | Finnland               | Italien                |
| 1995 | Deutschland   | Frankreich  | Vereinigtes Königreich | Schweiz                |
| 1996 | Finnland      | Deutschland | Frankreich             | Schweiz                |
| 1998 | Schweiz       | Finnland    | Frankreich             | Italien                |
| 1999 | Finnland      | Italien     | Frankreich             | Schweiz                |
| 2001 | Finnland      | Italien     | Frankreich             | Vereinigtes Königreich |
| 2002 | Frankreich    | Ungarn      | Vereinigtes Königreich | Schweiz                |
| 2004 | Ungarn        | Deutschland | Finnland               | Frankreich             |
| 2005 | Deutschland   | Ungarn      | Frankreich             | Polen                  |
| 2007 | Deutschland   | Polen       | Frankreich             | Italien                |
| 2008 | Deutschland   | Frankreich  | Finnland               | Italien                |
| 2010 | Frankreich    | Deutschland | Finnland               | Ungarn                 |
| 2011 | Deutschland   | Ungarn      | Frankreich             | Niederlande            |
| 2013 | Deutschland   | Frankreich  | Niederlande            | Ungarn                 |
| 2014 | Italien       | Niederlande | Deutschland            | Frankreich             |
| 2016 | Frankreich    | Serbien     | Italien                | Deutschland            |
| 2017 | Frankreich    | Polen       | Ungarn                 | Niederlande            |
| 2019 | Niederlande   | Frankreich  | Schweiz                | Polen                  |
| 2022 | Frankreich    | Deutschland | Finnland               | Polen                  |
| 2023 | Frankreich    | Polen       | Deutschland            | Niederlande            |
| 2025 | Frankreich    | Italien     | Polen                  | Niederlande            |